# 西中島站
西中島站（日语：／ Nishi-Nakajima eki */?）是位於愛知縣中島郡起町（現時：一宮市小信中島），名古屋鐵道起線的電車站（廢站）。

## 歷史
- 1930年（昭和5年） - 起至中島（後來名為尾張中島）之間開設工業學校前站[1][注 1]。
- 1944年（昭和19年） - 電車站暫停營業[1][2]。
- 1946年（昭和21年）8月15日 - 電車站重開[1][2]。
- 1949年（昭和24年）12月1日 - 改名為西中島站[1][2]。
- 1953年（昭和28年）6月1日 - 隨著客量增加，使電車暫停營業。使用巴士代行[1][2][3]。
- 1954年（昭和29年）6月1日 - 起線正式廢除，此站也被廢除[2][3]。

## 其他
- 車站遺址是位於名鐵巴士起工高（日语：愛知県立起工業高等学校）、三岸美術館前（日语：三岸節子記念美術館）巴士站附近。
- 車站啟用當初的名稱取自鄰近的愛知縣起工業學校（現時：愛知縣立一宮起工業高等學校（日语：愛知県立一宮起工科高等学校））。

## 相鄰電車站
名古屋鐵道
起線
尾張中島－西中島－起

## 注腳